# Goffartjärnen, Jämtland
Goffartjärnen är en sjö i Strömsunds kommun i Jämtland och ingår i Ångermanälvens huvudavrinningsområde. Sjön har en area på 0,123 kvadratkilometer och ligger 654,4 meter över havet.

## Delavrinningsområde
Goffartjärnen ingår i det delavrinningsområde (716278-142832) som SMHI kallar för Utloppet av Goffartjärnen. Medelhöjden är 684 meter över havet och ytan är 1,83 kvadratkilometer. Det finns inga avrinningsområden uppströms utan avrinningsområdet är högsta punkten. Vattendraget som avvattnar avrinningsområdet har biflödesordning 4, vilket innebär att vattnet flödar genom totalt 4 vattendrag innan det når havet efter 326 kilometer. Avrinningsområdet består mestadels av skog (86 procent). Avrinningsområdet har 0,24 kvadratkilometer vattenytor vilket ger det en sjöprocent på 13,2 procent.